# Paruline à paupières blanches
Myiothlypis leucoblephara
Espèce
Statut de conservation UICN

 LC  : Préoccupation mineure
La Paruline à paupières blanches (Myiothlypis leucoblephara, anciennement Basileuterus leucoblepharus) est une espèce de passereaux appartenant à la famille des Parulidae.

## Distribution
La paruline à paupières blanches se trouve dans le sud du Brésil, dans l'est du Paraguay, en Uruguay et dans le nord de l'Argentine.

Carte de répartition de l'espèce

## Systématique
D'après Alan P. Peterson, cette espèce est constituée des deux sous-espèces suivantes :
- M. l. lemurum (Olson, 1975) ;
- M. l. leucoblephara (Vieillot, 1817).

## Habitat
La Paruline à paupières blanches habite les sous-bois des forêts riveraines.